# Darling Lili
Darling Lili és una pel·lícula musical estatunidenca dirigida el 1970 per Blake Edwards.
Aquesta pel·lícula va ser nominada 3 vegades a la 43a cerimònia dels oscars pel vestuari, la seva música composta per Henry Mancini així com per la cançó Whistling Away the Dark.

## Argument
Durant la Primera guerra mundial, la cantant britànica Lili Smith (Julie Andrews) triomfa a París. En realitat és una ciutadana alemanya anomenada Lili Schmidt que treballa per a l'espionatge militar alemany. Com a pantalla té el seu oncle Kurt  per a protegir-la. Loncle realment és el coronel Kurt Von Ruger (Jeremy Kemp), que també és el seu contacte amb l'exèrcit alemany. Lili rep la missió de seduir l'oficial d'aviació William Larrabee (Rock Hudson), per tal d'obtenir-ne informació. Aconsegueix seduir Larrabee, però també s'enamora d'ell. El coronel Von Rugen s'adona d'això i l'adverteix, però ella sent que no pot enganyar el pilot. Finalment Larrabee descobreix el joc, però tampoc no és capaç de lliurar la seva estimada.

## Repartiment
- Julie Andrews: Lili Smith, una espia alemanya
- Rock Hudson: Major William Larrabee, un soldat anglès
- Jeremy Kemp: Coronel Kurt Von Ruger

## Premis i nominacions

### Premis
- Globus d'Or a la millor cançó original 1971 per Whistling away the dark de Henry Mancini i Johnny Mercer.

### Nominacions
- Oscar al millor vestuari per Jack Bear i Donald Brooks.
- Oscar a la millor banda sonora per Henry Mancini i Johnny Mercer.
- Globus d'Or a la millor pel·lícula musical o còmica
- Globus d'Or a la millor actriu musical o còmica per Julie Andrews

## Al voltant de la pel·lícula
- La versió estatunidenca té menys metratge (107 minuts); el mateix director va eliminar algunes escenes.
- El pare de Blake Edwards, Jacques McEdward forma part de l'equip de producció de la pel·lícula.
- És la primera vegada que Blake Edwards dirigeix Julie Andrews.